# Camponotus kugleri
Camponotus kugleri (лат.) — вид муравьёв рода кампонотус (Camponotus) (подрод Tanaemyrmex) из подсемейства формицины (Formicinae). Видовое название дано в честь израильского мирмеколога и диптеролога профессора Jehoshua Kugler (1916—2007), собравшего типовую серию.  

## Распространение
Ближний Восток: Израиль и Египет (Синайский полуостров).

## Описание
Отличаются от близких видов одноцветной буровато-чёрной мезосомой и желтоватыми ногами; матовыми головой и грудью; задние голени с рядом вентральных щетинок; клипеус килевидный и вытянутый. Рабочие муравьи коричнево-чёрные, имеют длину 5,6—11,7 мм, длина головы = 1,43—3,24 мм, ширина головы = 1,04—3,24 мм.